# 도요이촌
도요이촌(일본어: 豊井村)은 일본 나가노현 시모미노치군에 있던 촌이다. 현재의 나카노시에 해당한다.

## 역사
- 1889년 4월 1일 - 정촌제 시행에 의해 가미이마이촌, 도요쓰촌의 구역을 확장해 성립하였다.
- 1956년 9월 30일 - 나가타촌과 합병해, 도요타촌이 성립하여, 동일 도요이촌은 폐지되었다.

## 교통

### 철도
- 일본국유철도
  - 신에쓰 본선

### 도로
- 국도 제117호선

## 참고문헌
- 角川日本地名大辞典 20 長野県